# Блумзбері (група)

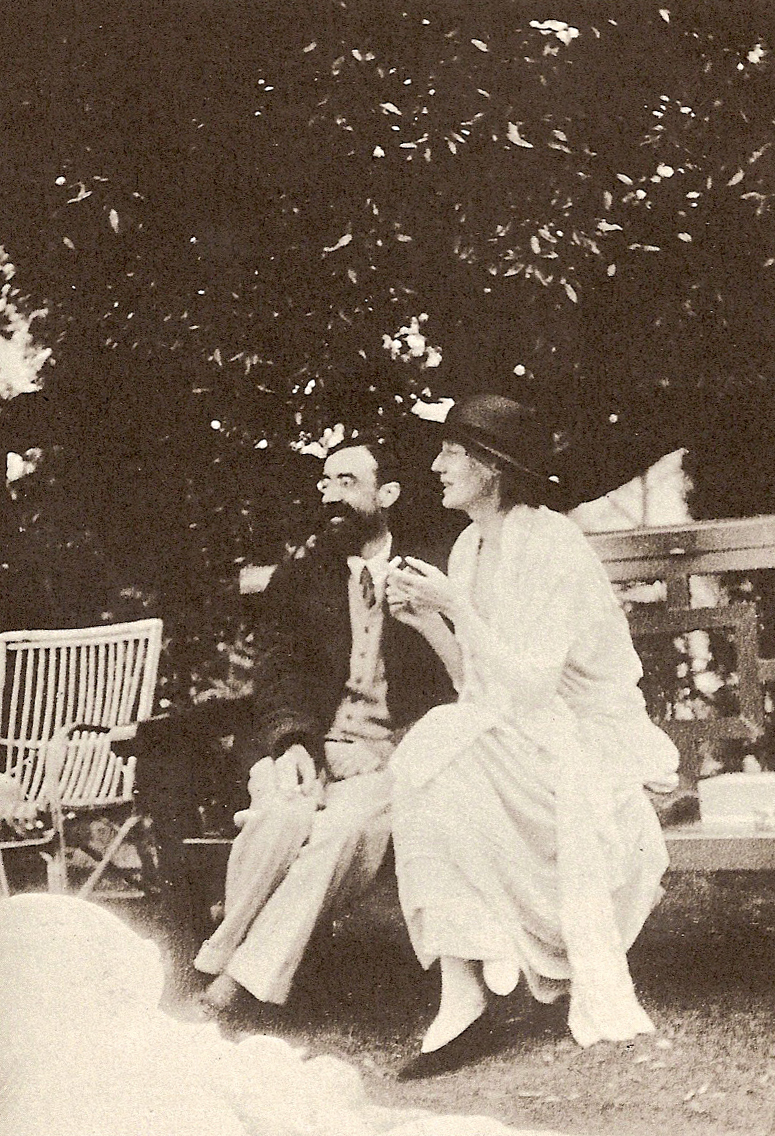
Вірджинія Вульф і Літтон Стречі

Група Блумсбері — об'єднання молодих людей, чиї інтереси пов'язані з мистецтвом. У елітарне високоосвічене співтовариство однодумців по мистецтву і літературі входили письменники Вірджинія Вулф (Стівен), Літтон Стречі і Едвард Морган Форстер, мистецтвознавець Роджер Фрай, художник Клайв Белл, що став незабаром чоловіком сестри Вірджинії Ванесси, журналіст Леонард Вулф — майбутній чоловік Вірджинії, а також деякі інші випускники і студенти Кембриджа. Центром групи була сім'я Стівенів, а її душею — Вірджинія. Щотижневі зустрічі блумсберійців виливалися в тривалі і гарячі суперечки про мистецтво, про шляхи його розвитку в сучасну епоху. Усі були одностайні в своєму погляді на мистецтво як найважливішу сторону життя суспільства і вищий прояв можливостей людини, вітали нові художні відкриття і свято вірили в те, що мистецтво — необхідна умова існування цивілізації.
Одним зі своїх наставників блумзберійці вважали філософа Джорджа Мура, що схилявся до інтуїтивізму і надавав особливого значення аналізу відчуттів. Етична теорія Мура, його книга «Principia Ethica» («Основи етики», 1903), в якій проникнення в сутність прекрасного і встановлення гармонійних взаємин між людьми проголошується найголовнішими життєвими принципами, були сприйняті ними як одкровення. Члени групи рішуче відкидали такі характерні для вікторіанської епохи лицемірство, удавану сором’язливість, багатослівність та пихатість. Титули та офіційні ознаки станової відмінності були піддані в їх середовищі осміюванню. У людині цінувалися щирість, безпосередність, здатність тонко реагувати на навколишнє, неупередженість суджень, вміння розуміти і цінувати прекрасне, вільно і просто викладати свою думку в бесіді, обґрунтувати його в дискусії. Блумзберійці кидали виклик вульгарності, меркантильності та обмеженості. Рішуче засуджуючи утилітарний підхід до життя, вони були схильні дивитися на себе як на обраних, служіння мистецтву розглядалося ними як свого роду священний ритуал, а закиди в елітарності не приймалися ними до уваги, бо у визначенні «високочолі», як їх нерідко називали в літературному середовищі, для них закладався особливий смисл. Цим словом самі вони називали людину, яка за словами Вулф, відрізняється високим рівнем інтелекту і здібностей, живе в постійних творчих пошуках, для неї ідея завжди важливіша ніж життєве благополуччя. До «високочолих» Вульф відносить Шекспіра, Діккенса, Байрона, Скотта, Кітса, Флобера, Генрі Джеймса.
У 1910 в середовищі блумзберійців з’явився Роджер Фрай, який зіграв важливу роль у культурному житті Сполученого Королівства того часу. Він сприяв організації в Лондоні виставок картин французьких імпресіоністів і постімпресіоністів (1910 і 1912). Поява у виставкових залах британської столиці полотен Мане, Ван Гога і Сезанна була сприйнята як зухвалий виклик загальноприйнятим смакам. Лише незначна частина людей сприйняла їх мистецтво як щось значне і принципово нове. Серед тих, хто вітав імпресіоністів, була і Вірджинія Вульф. Не випадково саме 1910 рік вона назвала кордоном, який позначив «зміни в англійському характері».
У 1912 Вірджинія Стівен стала дружиною Леонарда Вульфа, добре відомого у ті роки своїми статтями з питань колоніальної політики Британської імперії. У будинку подружжя Вулф встановилася творча атмосфера, плідна для кожного з членів гуртка. Коло друзів розширилося: у вітальні Вулф бували поети і письменники: Т. Еліот, Лоуренс, Спенсер та інші. 
При тому, що всі митці були різними, всіх їх об'єднувало переконання, що за поверхнею звичних речей ховається «щось»- сама суть життя, «велика складність», яку може проявити для усього світу лише нове мистецтво.    
Блумзбері — це особливий знак часу, коли на зміну традиційному уявленню про мистецтво приходило нове, авангардистське. “Блумсберійці” були справжніми дітьми рубежу століть: що склалися на розломі епох, позбавлені соціальних і етичних орієнтирів, сучасники, а іноді і учасники соціальних потрясінь епохи (дві революції в Росії, 1-а світова війна), вони болісно розлучалися з цінностями покоління батьків, з тривогою вдивлялися в нову, таку, що народжується у них на очах дійсність. Відкинувши старі релігії, вони жадали нових. “Блумзберійці” виступали за вільне, безперешкодне самовираження особи, були переконані в тому, що немає нічого етичнішого, ніж естетичні міркування, і що “деспотизм за своєю природою ні поганий, ні хороший”.
До середини 1930-х гурток розпався.